# Leeberg (Niederhollabrunn)

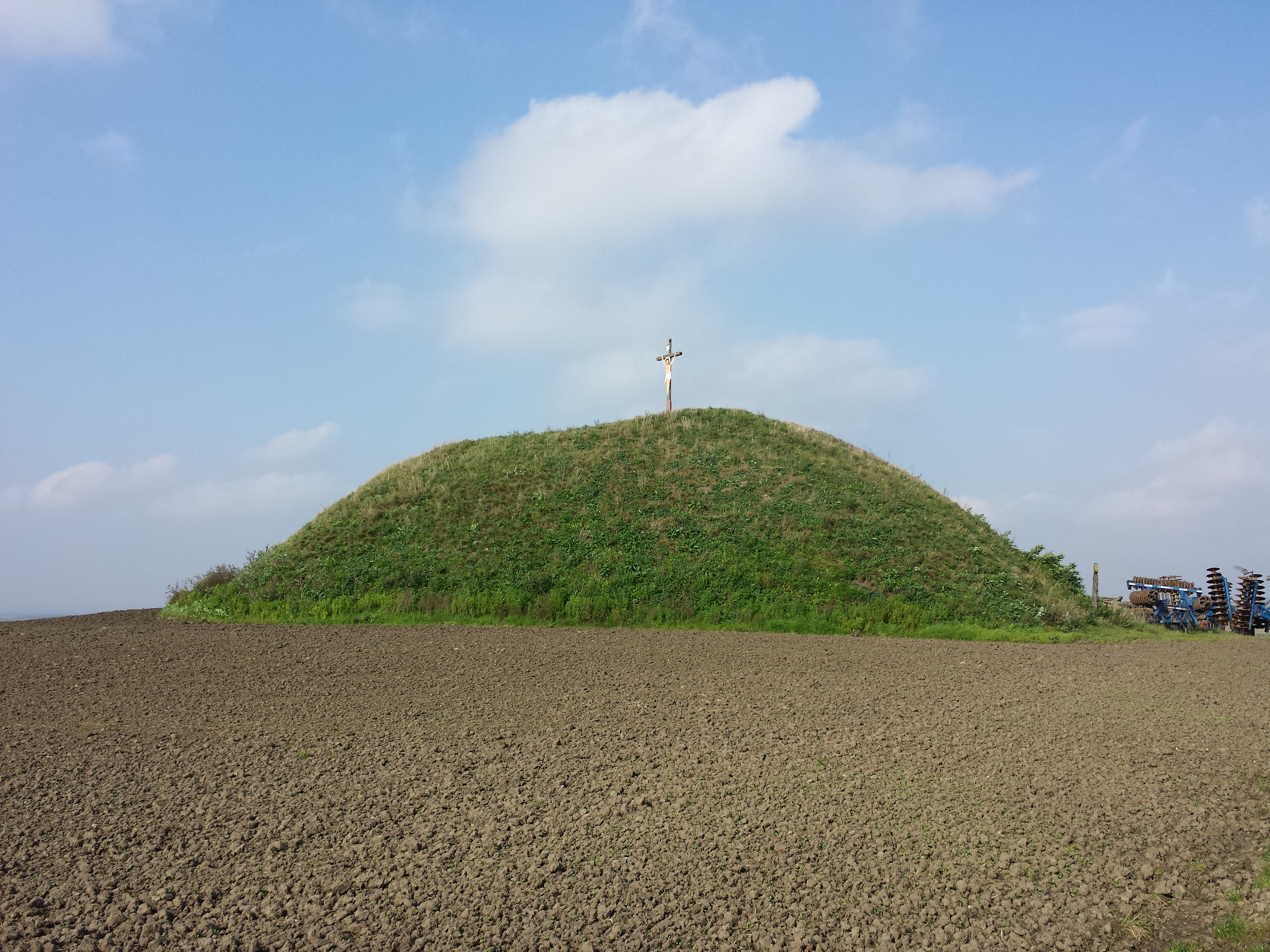
Leeberg bei Niederhollabrunn

Der Leeberg Niederhollabrunn in der Marktgemeinde Niederhollabrunn im Bezirk Korneuburg in Niederösterreich ist ein unter Denkmal- (Listeneintrag) und Naturschutz (Listeneintrag) stehendes Hügelgrab (lateinisch tumulus, Plural tumuli).
Der im Grundriss runde Leeberg weist eine Höhe von 237 m ü. A. auf und ragt rund 10 m aus der ihn umgebenden Ebene. Auf der Spitze des Hügels steht ein Kreuz. Der Tumulus wurde während der Hallstattkultur angeschüttet. Im 19. Jahrhundert erfolgte eine unsachgemäße Ausgrabung, von der alle Funde verschollen sind.

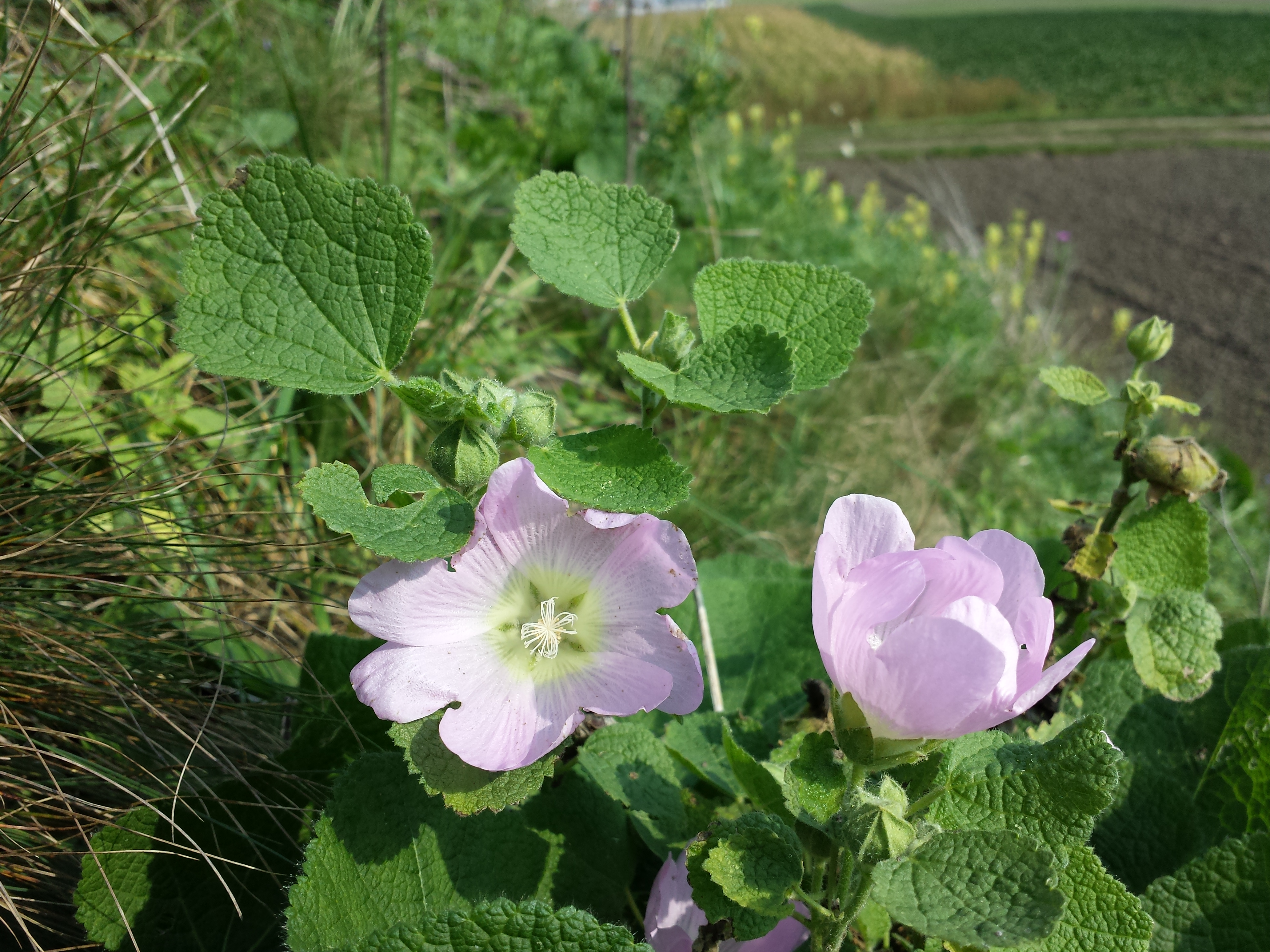
Ein Vorkommen der in Österreich sehr seltenen und vom Aussterben bedrohten Blass-Pappelrose (Alcea biennis) am Hangfuß.

Der Hügel besteht aus Löss bzw. Lösslehm. Aufgrund der Steilheit und Trockenheit seiner Hänge konnte und kann der Leeberg nicht landwirtschaftlich genützt werden und es bildeten sich wertvolle pannonische Trockenrasen aus. Im Österreichischen Trockenrasenkatalog wurden diese als regional bedeutend eingestuft und stellen eine artenreiche Insel in der heute ausgeräumten Ackerlandschaft dar. Eine Zerstörung durch Dünger- und Pestizideinwehung von den umliegenden landwirtschaftlichen Intensivbewirtschaftungen gilt jedoch als wahrscheinlich.